# Botxí blanc septentrional
El botxí blanc septentrional (Eurocephalus ruppelli) és un ocell de la família dels Lànids (Laniidae).

## Hàbitat i distribució
Habita zones boscoses àrides amb acàcies d'Àfrica oriental, des de sud-est del Sudan, centre, sud i est d'Etiòpia i Somàlia, cap al sud, a través de l'est d'Uganda i Kenya fins al sud de Tanzània.